# Latisana
Latisana (furlanski: Tisane, na lokalnom furlanskom: Tisana) je grad na rijeci Tagliamento u Pokrajini Udine (regija Furlanija-Julijska krajina - Sjeverna Italija.

## Povijest
Latisana je vjerojatno za rimskih vremena, bila samo odmorište na Via Annia koja je povezivala Concordiu Sagittariu i Akvileju.
Latisana je prvi put spomenuta u povijesnim zapisima 1072. Tijekom 12. i 13. stoljeća u doba dok su njom vladali Gorički grofovi, kada je postala značajna riječna luka na rijeci Tagliamento za trgovinu, osobito solju. Luka u Latisani spomenuta je prvi put u službenom dokumentu iz 27. listopada 1226. godine. U tom dokumentu Gorički grof Mainardo il Vecchio prepustio je prava i prihode od luke u Latisani biskupu Akvileje Bertoldu.
Već od 12. stoljeća imala je status autonomne općine, od 1420. godine postala je dio Mletačke Republike.
Trgovina solju zamrla je pred kraj postojanja Mletačke Republike, a nakon toga je 1797. godine postala dio Austrijskog carstva nakon potpisivanja Mira u Campo Formiju. Od 1814. bila je u sastavu habsburgške marionetske tvorevine Kraljevstvo Lombardija-Venecija. Nakon tog je od 1866., ušla u novoosnovanu Kraljevinu Italiju.
Tijekom ratova vođenih kroz 20. stoljeće Latisana je pretrpila velika oštećenja, naročito za savezničkog bombardiranja 19. svibnja 1944. kad je potpuno porušen povijesni dio grada. 
Grad je teško nastradao i tijekom velikih poplava rijeke Tagliamento 1965. i 1966. godine.

## Znamenitosti
Gradska katedrala (Duomo) kompletno je obnovljena je u 18. stoljeću u neoklasicističkom stilu, na mjestu starije bazilike iz 1504. godine. U njoj je vrijedna oltarna slika Paola Veronesea Krštenje Isusovo iz 1567. i drveno  raspelo iz 1566. rad kipara iz Faenze Andrea Fosca. U crkvi je vrijedan pažnje i prvi lijevi bočni oltar rad sa slikom udineškog slikara Giovani Battista Grassija - Sveta obitelj sa svecima iz 1568.

## Vanjske poveznice
- Portal Latisane  Arhivirana inačica izvorne stranice od 1. veljače 2011. (Wayback Machine)